# Gåstjärnen (Degerfors socken, Västerbotten, 712898-170213)
Gåstjärnen är en sjö i Vindelns kommun i Västerbotten och ingår i Umeälvens huvudavrinningsområde.